# Le crucifiement
Le crucifiement è un cortometraggio del 1903 diretto da Lucien Nonguet e Ferdinand Zecca. Ventunesimo episodio del film La Vie et la Passion de Jésus-Christ (1903), che è composto da 27 episodi.

## Trama
Gesù è inchiodato nudo alla croce per essere sollevato in alto sul fianco della collina tra due ladri crocifissi.